# Talbrücke Spišský Hrhov
Die Talbrücke Spišský Hrhov (vom Betreiber offiziell als Most nad potokom Lodina a cestou I/18 (slowakisch) bezeichnet, wörtlich „Brücke über dem Bach Lodina und der Straße I/18“) ist eine Autobahnbrücke der Diaľnica D1 in der Ostslowakei, bei Autobahnkilometer 355,2. Sie überquert mit einer Länge von 367 m das Tal des Baches Lodina sowie die Cesta I. triedy 18 (I/18) nördlich von Spišský Hrhov und ist 58 m hoch. Während der Bauphase trug die Bezeichnung der Brücke SO 216-00, die slowakische Brückennummer ist M9719.

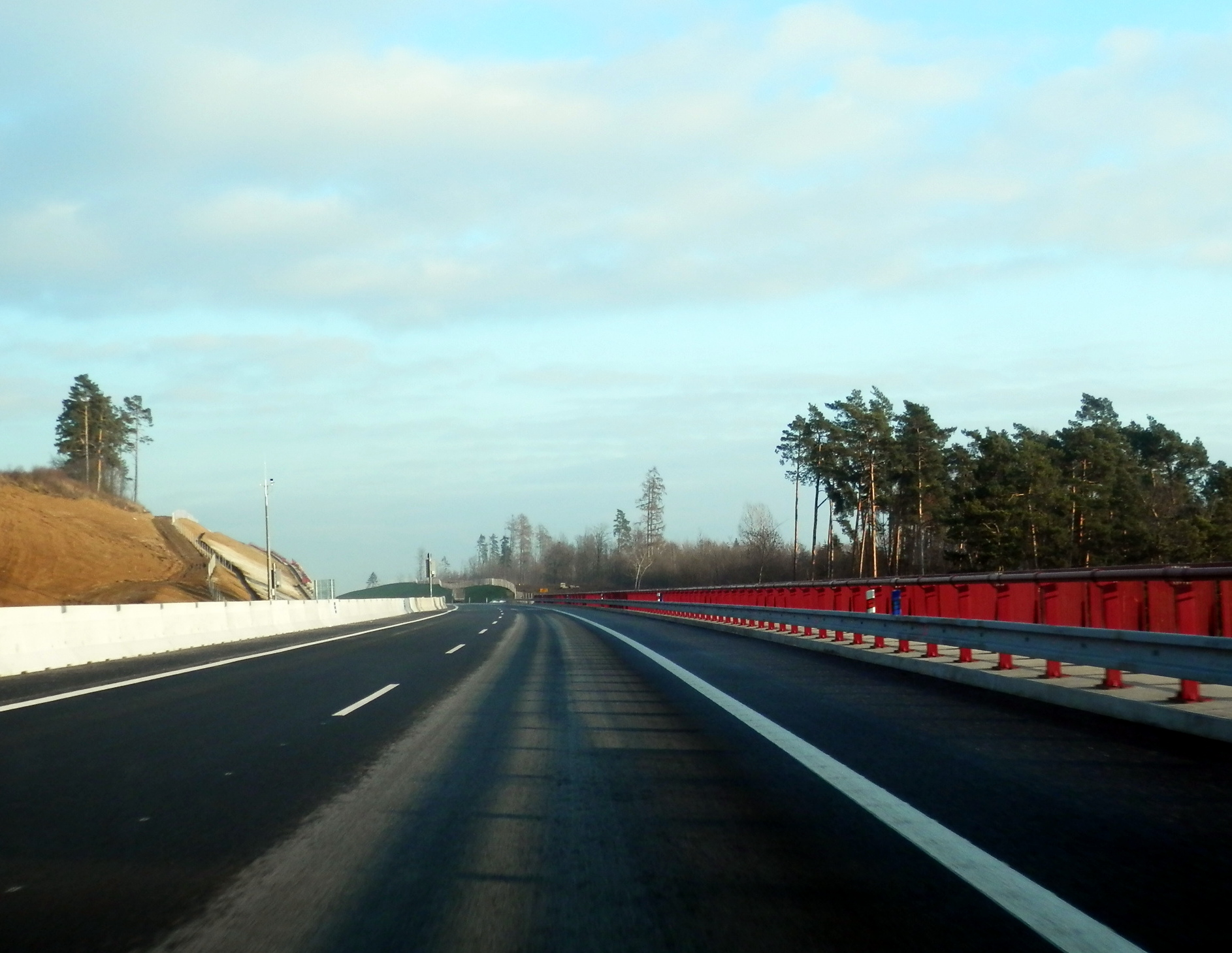
Blick auf dem Fahrbahnniveau, Fahrtrichtung Košice

Die Brücke entstand als Teil des Bauabschnittes Jánovce–Jablonov, 2. Abschnitt der D1. Sie ist eine Spannbetonbrücke und hat sechs Spannen (49,8 + 4 × 65,0 + 54,8 m). Der Bau begann im Juni 2012 und die fertiggestellte Brücke wurde am 30. November 2015 dem Verkehr freigegeben.